# Димитрий (патриарх Константинопольский)
Патриарх Дими́трий (греч. Πατριάρχης Δημήτριος; в миру Дими́триос Пападо́пулос, греч. Δημήτριος Παπαδόπουλος; 8 сентября 1914, Константинополь, Османская империя — 2 октября 1991, Стамбул, Турция) — епископ Константинопольской Православной церкви, с 1972 по 1991 годы — 269-й Архиепископ Константинополя — Нового Рима и Вселенский патриарх, предстоятель Константинопольской Православной церкви. Считался умеренно либеральным богословом.

## Биография
Начальное образование получил в Ферапийской народной школе; продолжил обучение во Франко-греческом лицее в Галате в Стамбуле.
В 1931 году поступил в Богословскую школу на острове Халки, которое окончил в 1937 году, защитив работу на тему «Воскресение Господне и возражения против него».
25 апреля 1937 года рукоположён в сан диакона епископом Назианзским Филофеем (Ставридисом), после чего начал служение в храме Небесных сил в Стамбул.
В октябре 1937 года переведён в клир Эдесской митрополии на юго-востоке Турции, где служил секретарём и штатным проповедником.
С августа 1938 по апрель 1939 года служил в храме святых Константина и Елены в Стамбуле.
В апреле 1939 года переведён служить в храм святых Константина и Елены в Стамбуле. В мае 1939 года назначен клириком храма Двенадцати апостолов в стамбульском районе Ферикёй.
29 марта 1942 года митрополитом Приконисским Филофеем (Ставридисом) рукоположён в сан пресвитера с оставлением в клире храма Двенадцати апостолов.
В июле 1945 года переведён служить настоятелем греческого храма в Тегеране, в течение года преподавал древнегреч. язык в Тегеранском университете.
В 1950 году снова назначен настоятелем храма Двенадцати апостолов в Ферикёе.
23 июля 1964 года решением Священного Синода Константинопольской православной церкви был избран епископом Элейским, викарием Константинопольской архиепископии.
9 августа того же года в церкви святого Димитрия в Татавле состоялась его епископская хиротония, которую совершили: Митрополит Илиопольский и Фирский Мелитон (Хадзис), митрополит Родопольский Иероним (Константинидис), митрополит Милетский Емилиан (Цакопулос).
15 февраля 1972 года избран митрополитом Имврийским и Тинедоским.
16 июля 1972 года в Стамбуле, Синодом был избран на патриарший престол, по смерти патриарха Афинагора I. До избрания, считался наименее вероятным из трёх кандидатов на святой престол, но получил 12 из 15 возможных голосов Священного Синода Константинопольской Православной Церкви. Турецкое правительство играло важную роль в трёхдневных выборах, отказываясь внести в список кандидатов двух наиболее выдающихся митрополитов — Мелитона (Хадзиса), секретаря Священного Синода и архиепископа Северной и Южной Америки Иакова (Кукузиса).
30 ноября 1979 года папа Иоанн Павел II и Константинопольский патриарх Димитрий I объявили при согласии всех Поместных Православных Церквей о создании Смешанной международной комиссии по богословскому диалогу между католической и православными Церквами.
В 1983 году учредил Швейцарскую митрополию и открыл Православный центр Константинопольского патриархата в Шамбези близ Женевы.
Во второй половине августа 1987 года посетил Советский Союз с визитом в Русскую («официальный ответный визит патриарху Московскому и всея Руси Пимену») и Грузинскую церкви, встречался с руководством Московского патриархата; посетил ряд советских городов, в том числе Ленинград, Львов, Тбилиси. Его визит явился первым со стороны Константинопольского патриарха посещением Русской Церкви (Московского патриархата) со времён посещение Москвы Иеремией II в 1589 году.
Патриарх Димитрий также посетил предстоятелей православных церквей в Греции, Югославии, Румынии, Польше и Болгарии. Посетил папу Иоанна Павла II в Ватикане и принимал участие во встречах с Мировой Советом Церквей в Женеве и с англиканским архиепископом Кентерберийским в Лондоне.
В 1990 году он стал первым Константинопольским патриархом который посетил западное полушарие, когда он председательствовал в конгрессе церковных и светских лидеров в Вашингтоне, где он был принят президентом страны Джорджем Бушем-старшим. Патриарх Димитрий призвал к единству разделённых православных церквей в США.
Скончался 2 октября 1991 года в отделении интенсивной терапии американской больницы в Стамбуле, где он находился после инфаркта миокарда с 30 сентября 1991 года. Доктор Франк Турнаоглу, который отвечал за патриарха, говорил что у патриарха произошёл второй инфаркт, он перешёл в состояние шока и умер от остановки сердца.